# Salome (álbum)
Salome es el primer álbum de la banda estadounidense de post-rock Marriages. Fue lanzado el 7 de abril de 2015 por el sello Sargent House. El álbum fue llamado de esta forma por Salomé, un personaje del Nuevo Testamento de la Biblia. Fue grabado en febrero de 2014 en los estudios The Hobby Shop, en Highland Park Los Ángeles, y es el primer material de la banda que cuenta con Andrew Clinco a cargo de la batería. Fred Sablan (quien trabajó con Marilyn Manson, Queen Kwong) tocó como invitado en el álbum. El álbum recibió comentarios generalmente favorables de la crítica especializada.

## Lista de canciones
Todas las canciones escritas y compuestas por Emma Ruth Rundle, Greg Burns y Andrew Clinco. 
| N.º | Título         | Duración |  |
| 1.  | «The Liar»     | 4:58     |  |
| 2.  | «Skin»         | 4:23     |  |
| 3.  | «Santa Sangre» | 3:26     |  |
| 4.  | «Southern Eye» | 4:49     |  |
| 5.  | «Binge»        | 4:38     |  |
| 6.  | «Salome»       | 6:04     |  |
| 7.  | «Less Than»    | 5:24     |  |
| 8.  | «Love, Texas»  | 4:45     |  |
| 9.  | «Contender»    | 4:30     |  |

| Amazon.com, iTunes descarga digital bonus tracks |                 |          |  |
| N.º                                              | Título          | Duración |  |
| 10.                                              | «Under Will»    | 3:47     |  |
| 11.                                              | «Haze of Slate» | 5:12     |  |

## Créditos
Según AllMusic.
- Emma Ruth Rundle - guitarra, voz
- Greg Burns - bajo, teclados
- Andrew Clinco - batería, percusiones, guitarra
- Fred Sablan - guitarra
- Tom Biller - Ingeniero de audio
- Jeff Bond - Mezclas de audio
- Heba Kadry - Masterziación de audio
- Sonny Kay - arte de la portada